# Salto com vara
Salto com vara(pt-BR) ou salto à vara(pt-PT?) é uma modalidade esportiva de salto do atletismo (junto com salto em altura, salto em distância e salto triplo) onde os competidores usam uma vara longa e flexível para alcançar maior altura e passar por cima de uma barra ou sarrafo. Competições com varas já eram conhecidas na Grécia Antiga, entre os cretenses e os celtas. Foi introduzido como modalidade olímpica desde os primeiros Jogos em Atenas 1896 para os homens e desde Sydney 2000 para as mulheres.
Sua originalidade está no fato de ser um esporte que requer uma significativa quantidade de equipamento especializado para ser praticado, tornando-o mais caro que os demais, mesmo em nível básico. Vários saltadores de sucesso na prova tem uma base na ginástica, caso da russa Yelena Isinbayeva e da brasileira Fabiana Murer, o que reflete os atributos físicos similares necessários para os dois esportes.
O primeiro campeão olímpico foi o norte-americano William Hoyt, em 1896, e a primeira campeã, 104 anos depois, Stacy Dragila, também dos Estados Unidos. Dragila tinha como base na adolescência ser montadora de cavalos e touros em rodeios na Califórnia. O sueco Armand Duplantis é o recordista mundial masculino da modalidade – 6,29 m. O recorde mundial feminino pertence à russa Yelena Isinbayeva – 5,06 m. Ele é disputado tanto ao ar livre quanto em pista coberta, e os recordes são oficialmente registrados independente da locação aberta ou fechada.

## História
Varas eram equipamentos usados como meios práticos de atravessar obstáculos naturais como terrenos pantanosos no Noroeste da Europa, em províncias como a Frísia, na Holanda, ao longo do Mar do Norte, e em regiões pantanosas do leste da Inglaterra em torno dos condados de Cambridgeshire, Lincolnshire e Norfolk. Drenagens artificiais nestes locais criaram uma rede de canais e coletores abertos que se cruzavam uns com os outros. Para camponeses e agricultores passarem por estes locais sem se molhar e também evitar longos rodeios pelas pontes, uma pilha de longas e finas varas de salto era mantida em cada casa e usada para saltar sobre os pequenos canais. Assim começaram a fazer competições de salto em distância (não de altura) com estas varas, realizadas anualmente nas terras baixas ao longo do Mar do Norte que são chamadas de fierljeppen (do holandês: “saltando longe”), praticada pelos frísio holandês há mais de 300 anos.
Uma das primeiras competições de salto com varas onde a altura foi medida aconteceu no Ulverston Football and Cricket Club, em Lancashire, Inglaterra, em 1843. A competição moderna começou por volta, de 1850 na Alemanha, quando o salto com vara foi adicionado como modalidade para a prática de exercícios em clubes de ginástica e, também na Inglaterra nesta época, onde as competições eram com varas de cinza sólida ou de nogueira com pontas de ferro.
A moderna técnica do salto foi desenvolvida nos Estados Unidos no fim do século XIX, onde inicialmente as varas eram feitas de material rígido como bambu – registrado pela primeira vez em 1857 –  ou alumínio. A partir do início da década de 1950 ocorreu a introdução de varas feitas de fiberglass e fibra de carbono; usando este novo material, os saltadores começaram a atingir alturas mais elevadas antes inalcançáveis. Em 1985, o ucraniano Sergei Bubka, então competidor da União Soviética, foi o primeiro homem a superar os seis metros.

## Regras

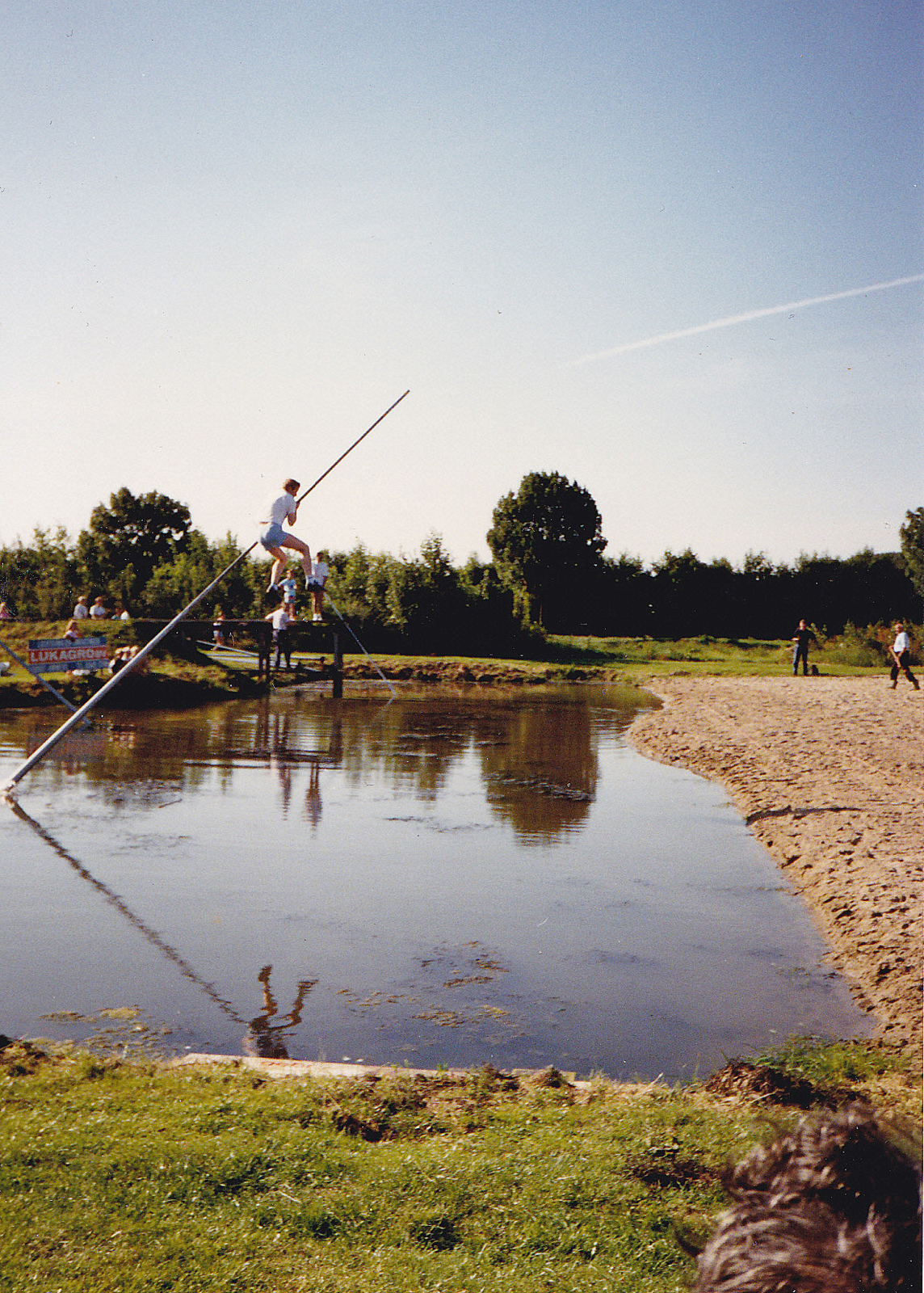
Fierljeppen sobre a água na Holanda.

A pista de corrida para o salto deve medir no mínimo 45 metros e ao fim dela se encontra o obstáculo, uma barra horizontal de 4,5 m de comprimento, 2,260 kg de peso máximo, sustentada por duas traves laterais que a elevam e apoiam à determinada altura. Exatamente ao fim da pista, ao nível do solo e à frente do obstáculo, existe centrada uma caixa de metal ou madeira, com 1 m de comprimento, 60 cm de largura no início e 15 cm junto ao obstáculo. É nela que o saltador apoia a vara para conseguir a impulsão, realizar o salto e ultrapassar o sarrafo.
As mesmas regras do salto em altura são aplicadas à vara; o atleta tem três tentativas para saltar a marca, mas pode se recusar saltar determinada altura preferindo esperar por outra maior. Não conseguindo passar a altura depois de três tentativas na mesma altura ou alturas combinadas, é eliminado. Caso empatem na mesma altura final, o desempate é feito pelo número menor de tentativas para superar a altura imediatamente anterior. Caso continue empatado, é analisado o menor número de tentativas em toda a disputa; ainda um empate, a prova então tem um ou mais saltos de desempate até surgir o vencedor.

## Recordes
De acordo com a World Athletics.
Homens
| Recorde          | Marca  | Atleta           | País   | Data           | Local      |
| Recorde mundial  | 6,29 m | Armand Duplantis | Suécia | 12 agosto 2025 | Budapeste  |
| Recorde olímpico | 6,25 m | Armand Duplantis | Suécia | 5 agosto 2024  | Paris 2024 |

Mulheres
| Recorde          | Marca  | Atleta            | País   | Data           | Local       |
| Recorde mundial  | 5,06 m | Yelena Isinbayeva | Rússia | 28 agosto 2009 | Zurique     |
| Recorde olímpico | 5,05 m | Yelena Isinbayeva | Rússia | 18 agosto 2008 | Pequim 2008 |

## Melhores marcas mundiais
As marcas abaixo incluem outdoor e indoor (i) de acordo com a World Athletics.

#### Homens
| Posição | Marca      | Atleta           | País   | Data              | Local            |
| ------- | ---------- | ---------------- | ------ | ----------------- | ---------------- |
| 1       | 6,29 m     | Armand Duplantis | Suécia | 12 agosto 2025    | Budapeste        |
| 2       | 6,28 m     | Armand Duplantis | Suécia | 15 junho 2025     | Estocolmo        |
| 3       | 6,27 m (i) | Armand Duplantis | Suécia | 28 fevereiro 2025 | Clermont-Ferrand |
| 4       | 6,26 m     | Armand Duplantis | Suécia | 25 agosto 2024    | Chorzów          |
| 5       | 6,25 m     | Armand Duplantis | Suécia | 5 agosto 2024     | Paris            |
| 6       | 6,24 m     | Armand Duplantis | Suécia | 20 abril 2024     | Xiamen           |
| 7       | 6,23 m     | Armand Duplantis | Suécia | 17 setembro 2023  | Eugene           |
| 8       | 6,22 m (i) | Armand Duplantis | Suécia | 25 fevereiro 2023 | Clermont-Ferrand |
| 9       | 6,21 m     | Armand Duplantis | Suécia | 24 julho 2022     | Eugene           |
| 10      | 6,20 m (i) | Armand Duplantis | Suécia | 20 março 2022     | Belgrado         |

#### Mulheres
| Posição | Marca      | Atleta             | País           | Data              | Local       |
| ------- | ---------- | ------------------ | -------------- | ----------------- | ----------- |
| 1       | 5,06 m     | Yelena Isinbayeva  | Rússia         | 28 agosto 2009    | Zurique     |
| 2       | 5,05 m     | Yelena Isinbayeva  | Rússia         | 18 agosto 2008    | Pequim      |
| 3       | 5,04 m     | Yelena Isinbayeva  | Rússia         | 29 julho 2008     | Mônaco      |
| 4       | 5,03 m     | Yelena Isinbayeva  | Rússia         | 22 julho 2005     | Londres     |
| 4       | 5,03 m (i) | Jennifer Suhr      | Estados Unidos | 30 janeiro 2016   | Brockport   |
| 6       | 5,02 m (i) | Jennifer Suhr      | Estados Unidos | 2 março 2013      | Albuquerque |
| 7       | 5,01 m     | Yelena Isinbayeva  | Rússia         | 12 agosto 2005    | Helsinque   |
| 7       | 5,01 m (i) | Yelena Isinbayeva  | Rússia         | 23 fevereiro 2012 | Estocolmo   |
| 7       | 5,01 m     | Anzhelika Sidorova | Rússia         | 9 setembro 2021   | Zurique     |
| 10      | 5,00 m     | Yelena Isinbayeva  | Rússia         | 22 julho 2005     | Londres     |
| 10      | 5,00 m (i) | Yelena Isinbayeva  | Rússia         | 15 fevereiro 2009 | Donetsk     |
| 10      | 5,00 m     | Sandi Morris       | Estados Unidos | 10 setembro 2016  | Bruxelas    |

## Melhores marcas olímpicas
As marcas abaixo são da prova ao ar livre, a única olímpica, e são de acordo com o Comitê Olímpico Internacional – COI.

#### Homens
| Posição | Marca  | Atleta             | País           | Medalha | Local        |
| ------- | ------ | ------------------ | -------------- | ------- | ------------ |
| 1       | 6,25 m | Armand Duplantis   | Suécia         | ouro    | Paris 2024   |
| 2       | 6,03 m | Thiago Braz        | Brasil         | ouro    | Rio 2016     |
| 3       | 6,02 m | Armand Duplantis   | Suécia         | ouro    | Tóquio 2020  |
| 4       | 5,98 m | Renaud Lavillenie  | França         | prata   | Rio 2016     |
| 5       | 5,97 m | Renaud Lavillenie  | França         | ouro    | Londres 2012 |
| 5       | 5,97m  | Christopher Nilsen | Estados Unidos | prata   | Tóquio 2020  |
| 7       | 5,96 m | Steve Hooker       | Austrália      | ouro    | Pequim 2008  |
| 8       | 5,95 m | Timothy Mack       | Estados Unidos | ouro    | Atenas 2004  |
| 8       | 5,95 m | Sam Kendricks      | Estados Unidos | prata   | Paris 2024   |
| 10      | 5,92 m | Jean Galfione      | França         | ouro    | Atlanta 1996 |
| 10      | 5,92 m | Igor Trandenkov    | Rússia         | prata   | Atlanta 1996 |
| 10      | 5,92 m | Andrei Tivontchik  | Alemanha       | bronze  | Atlanta 1996 |

#### Mulheres
| Posição | Marca  | Atleta             | País           | Medalha | Local       |
| ------- | ------ | ------------------ | -------------- | ------- | ----------- |
| 1       | 5,05 m | Yelena Isinbayeva  | Rússia         | ouro    | Pequim 2008 |
| 2       | 4,91 m | Yelena Isinbayeva  | Rússia         | ouro    | Atenas 2004 |
| 3       | 4,90 m | Katie Nageotte     | Estados Unidos | ouro    | Tóquio 2020 |
| 3       | 4,90 m | Nina Kennedy       | Austrália      | ouro    | Paris 2024  |
| 5       | 4,85 m | Katerina Stefanidi | Grécia         | ouro    | Rio 2016    |
| 5       | 4,85 m | Sandi Morris       | Estados Unidos | prata   | Rio 2016    |
| 5       | 4,85 m | Anzhelika Sidorova |                | prata   | Tóquio 2020 |
| 5       | 4,85 m | Katie Moon         | Estados Unidos | prata   | Paris 2024  |
| 5       | 4,85 m | Holly Bradshaw     | Reino Unido    | bronze  | Tóquio 2020 |
| 5       | 4,85 m | Alysha Newman      | Canadá         | bronze  | Paris 2024  |

 * Devido à suspensão da Federação Russa como nação das Olimpíadas por problemas de doping, a russa Anzhelika Sidorova competiu em Tóquio 2020 pela bandeira do Comitê Olímpico Russo.

## Marcas da lusofonia
| País                | Masculino | Atleta         | Ano  | Local          | Feminino | Atleta          | Ano  | Local         |               |
| Brasil              | 6,03 m    | Thiago Braz    | 2016 | Rio de Janeiro | 4,87 m   | Fabiana Murer   | 2016 | S.B. do Campo | [ 21 ]        |
| Portugal            | 5,71 m    | Diogo Ferreira | 2017 | Lisboa         | 4,51 m   | Marta Onofre    | 2016 | Pombal        | [ 22 ]        |
| Cabo Verde          | 4,70 m    | José Rosa      | 2011 | Guimarães      | 2,40 m   | Kidline Gomes   | 2014 | Fátima        | :637,774      |
| Guiné-Bissau        | 4,20 m    | Émerson Évora  | 2014 | Lisboa         | 2,55 m   | Plácida Mirolho | 2003 | Abrantes      | :637,774      |
| Angola              | 4,05 m    | José Francisco | 1989 | Luanda         | 3,60 m   | Lídia Alberto   | 2015 | Vagos         | [ 24 ] [ 25 ] |
| São Tomé e Príncipe | 4,10 m    | Edgar Campre   | 2017 | Abrantes       | 2,80 m   | Nair Varela     | 2005 | Seixal        | :638,775      |
| Moçambique          | 4,00 m    | Cândido Coelho | 1974 | Maputo         |          | sem registro    |      |               | :637          |